# 瑪麗·蘭姆
瑪麗·安·蘭姆（Mary Ann Lamb，1764年12月3日—1847年5月20日）是一位英格蘭作家，查爾斯·蘭姆的姐姐。今以與其弟共著《莎士比亞戲劇故事集》而出名。瑪麗患有精神疾病，1796年時病發把母親刺殺，此後終生與弟弟查爾斯相依為命。

## 生平
瑪麗·蘭姆是約翰及伊麗莎白·蘭姆七個子女中的老三，幼年時父親中風左手殘廢，1799年逝世。 而在1790年代早期瑪麗就出現了精神障礙，她當時是家中唯一有時間和能力照顧母親的人，此外也從事裁縫，1796年9月22日在準備晚餐時因為母親不停地衝她大叫而拿起餐刀將後者捅死。事發後查爾斯拿走了她的刀子， 不久瑪麗就被關入了伊斯靈頓的精神病院費雪宅（Fisher House），此事也在不久後見諸報端。
事件發生六個月後查爾斯將瑪麗帶出費雪宅安置在倫敦郊區的住所內，大部分時間交由房東照顧，而週末自己也會前來看望他的姐姐，瑪麗則一直做著裁縫的營生，并堅持讀書。其父逝世之後查爾斯將瑪麗帶回倫敦，二人住在一起，并決定終生維持著不娶不嫁的狀況。

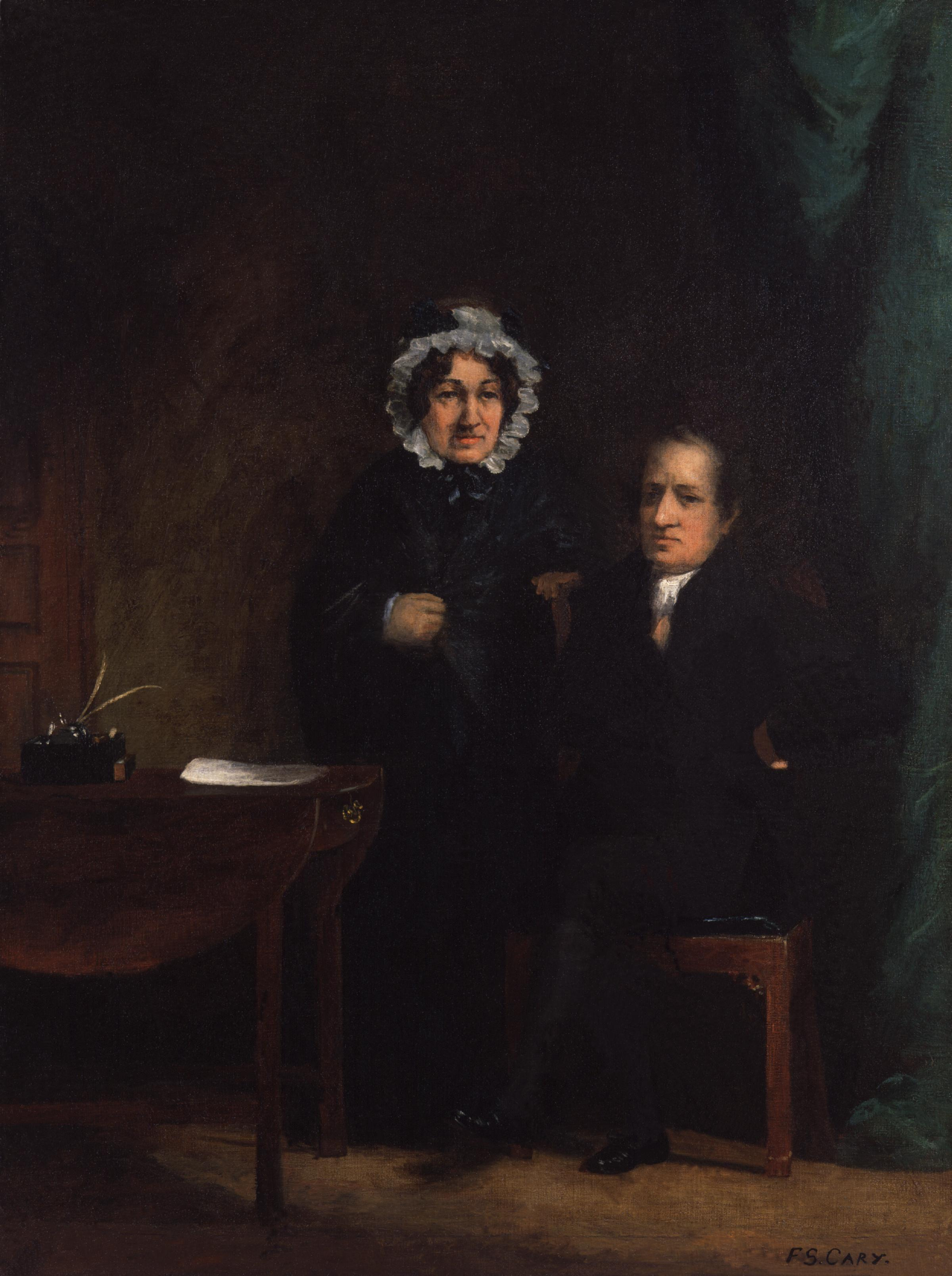
查爾斯與瑪麗像，弗朗西斯·斯蒂芬·加里繪，1834年

在她的一生中，瑪麗還曾多次進入精神病院，但這都是感覺快要發病而和弟弟協商過的。 1801年姐弟二人組織了一個文學小圈子，查爾斯的朋友塞繆爾·泰勒·柯勒律治及威廉·華茲華斯偶爾會前來聚會。 瑪麗也交到了兩位好友，即莎拉·斯托達特（Sarah Stoddart）和多蘿西·華茲華斯。
1806年威廉·戈德溫和他的第二任妻子瑪麗·簡·戈德溫與姐弟二人成為了好友，他們請求瑪麗為他們寫一些東西，而這也就是《莎士比亞戲劇故事集》 的創作由來。 1808年瑪麗開始寫作《萊斯特女士學校》（Mrs. Leicester's School）故事集，此書到1825年九度出版。 1810年與弟弟合著出版《Poems for Children》。 得益于出版書籍的報酬，二人成功躋身中產階級。

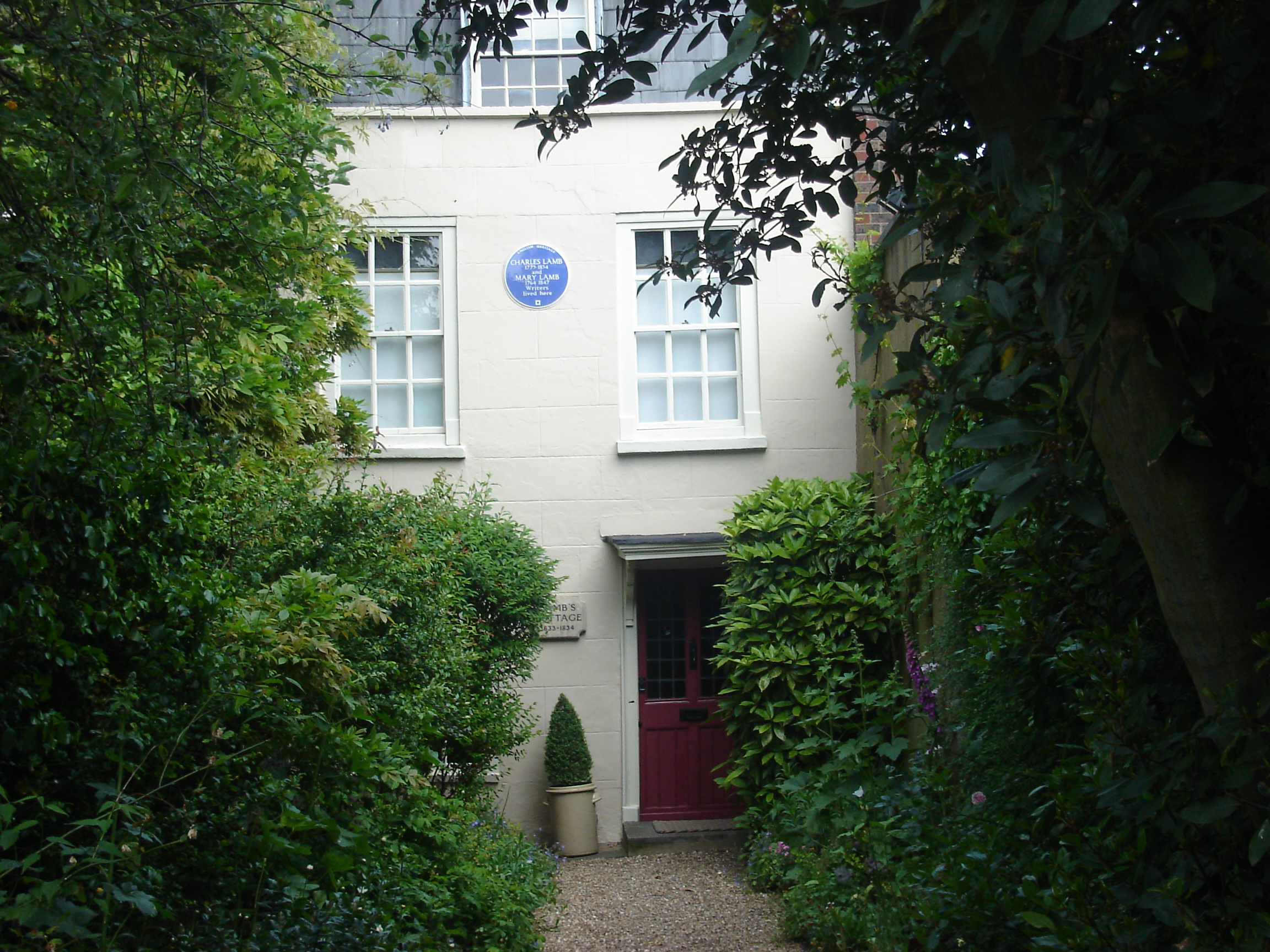
埃德蒙頓的蘭姆故居

1820年查爾斯開始寫作《伊利亞隨筆選》，其中的布麗吉特（Bridget Elia）即是以瑪麗為原型。 同年威廉·華茲華斯將一個名為艾瑪·埃索拉（Emma Isola）的小女孩介紹給了二人，艾瑪的父親在1823年去世，而瑪麗和查爾斯便收養了她。 1825年查爾斯辭去了東印度大樓的工作，1820年代末瑪麗的病情惡化，1833年她獨自搬到了米德爾塞克斯埃德蒙頓的一所精神病院裡，但不久查爾斯也搬到了這裡。他一生摯愛著瑪麗，曾說：“世上最快樂的事就是和她同住一個屋簷下”。 1834年查爾斯逝世，據其友人亨利·卡拉布·羅賓遜所述，瑪麗當時正遭受精神錯亂之苦並未感到悲痛，但病情好轉之後瑪麗請求華茲華斯為她的弟弟寫下了墓志銘。
1842年瑪麗才搬離埃德蒙頓前往倫敦，在精神良好時她還回去拜訪故舊，但1840年代中期其病情便徹底惡化，以至於無法與他人正常交流了。1847年5月20日瑪麗逝世，死後葬在埃德蒙頓墓園她弟弟查爾斯的墓旁邊。

## 評價

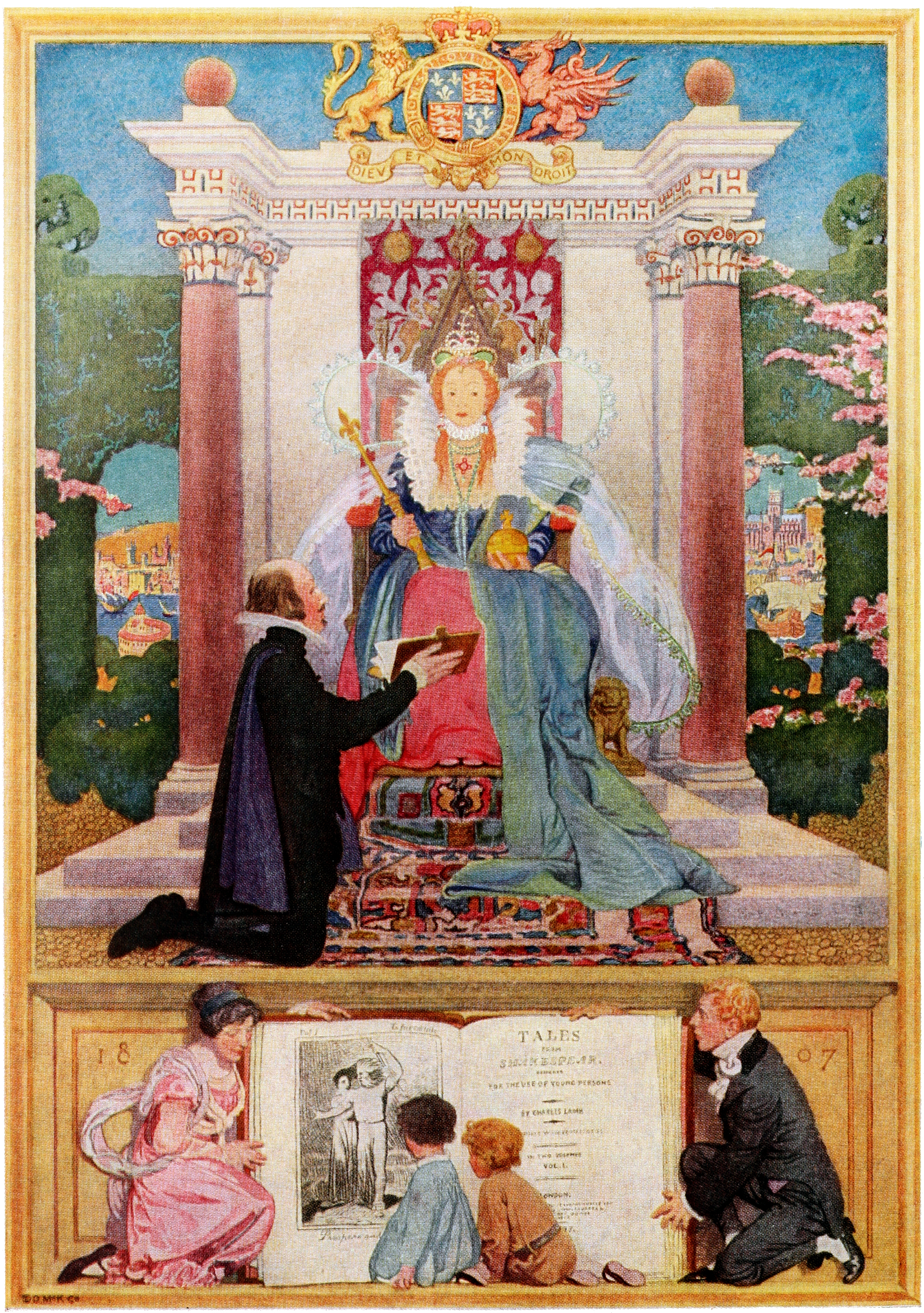
1922年版的《莎士比亞戲劇故事集》

她逝世時其實很少有人知道她曾弒母并患有精神病的事， 她的朋友為她寫悼文時才指出了這些。實際上查爾斯的許多朋友都很喜歡瑪麗， 只有當時的《不列顛每季評論》（British Quarterly Review）發表過攻擊她的文章。 她的身影也曾多次出現在後世的文學、影視作品中。

## 外部連結
- 维基文库中的相關文獻：Mary Lamb
- Mary Lamb的作品  - 古騰堡計劃
- 來自瑪麗·蘭姆的LibriVox公共領域有聲讀物
- 英國國家檔案館里相關的資料 瑪麗·蘭姆
- Tales from a Muddy Island blog （页面存档备份，存于） Extensive posting on Mrs Leicester's School and general biographical information on Mary Lamb
- Mrs Leicester's School Additional Internet Archive link to the 1899 illustrated edition
- 在Find a Grave上的瑪麗·蘭姆